# Hervé Budes de Guébriant
Pour les articles homonymes, voir Budes de Guébriant.
Hervé Budes de Guébriant, né le 21 août 1880 à Saint-Pol-de-Léon et mort le 30 juin 1972 dans la même ville, au château de Kernévez, est un ingénieur agronome (diplômé de l’Institut agronomique de Paris).

## Biographie
Acquis aux idées du catholicisme social, il fonde en 1906 à Saint-Pol-de-Léon « l’œuvre des jardins ouvriers », puis en 1911 une caisse d’assurance agricole.
De 1919 à 1941, il préside l'Office central (à l'origine de Triskalia, Groupama Bretagne et du Crédit mutuel de Bretagne). Il est en 1941, président de l'Union des syndicats agricoles du Finistère et des Côtes-du-Nord, et de la Chambre d'agriculture du Finistère (il en fut le président pendant 32 ans).
Il encouragea l'émigration de jeunes paysans bretons, notamment du Léon, sans perspectives d'avenir sur place, à émigrer, principalement vers le Périgord dans les décennies 1920 et 1930. Le 18 mai 1938 se tient à Bergerac le premier "Congrès général des Bretons d'Aquitaine" ; Hervé Budes de Guébriant en est l'invité d'honneur et 300 délégués viennent l'écouter.
Le 22 janvier 1941, il est nommé par le gouvernement de Vichy, président de la Commission Nationale d'Organisation de la Corporation agricole. Ses opinions sont assez avancées sur le régionalisme, et le préfet Jouany l'avait sollicité en juillet 1940 pour le poste de gouverneur de Bretagne[réf. nécessaire], en qualité de Breton et de bon Français, pour éviter une initiative allemande de gouvernement autonome avec un séparatiste à la tête.
Emprisonné en novembre 1944 pour collaboration, il fut libéré en août 1945 faute de preuve suffisante. Il demanda et obtint en 1952, auprès du Conseil d'État, le versement d'indemnités pour internement abusif.

## Distinctions
- Grand officier de la Légion d'honneur (23 décembre 1970)[3]
- Croix de guerre 1914–1918
- Commandeur de l'ordre du Mérite agricole (18 juin 1963)
- Chevalier de l'ordre de Saint-Grégoire-le-Grand

## Publications
- Deux conférences sur l'évolution agricole en Bretagne sous l'égide du Bleun-brug. 1953.